# Palacio de San Francisco
El palacio de San Francisco es un edificio neoclásico diseñado por el arquitecto francés Gastón Lelarge en 1917. Está situado entre las carreras Séptima y Octava, sobre la avenida Jiménez Eje Ambiental de la localidad de Santa Fe de la ciudad de Bogotá en Colombia. Se encuentra, justo al lado de la Iglesia San Francisco, frente a los edificios Henry Faux y Pedro A. López y en diagonal al edificio El Tiempo, sobre la carrera Séptima . El edificio reemplazó al antiguo claustro anexo a la iglesia de San Francisco. En sus inicios albergó la Gobernación de Cundinamarca. Fue declarado monumento nacional en 1984.

## Historia
En 1557 Juan de los Barrios, el primer arzobispo de Bogotá, trasladó a sus hermanos franciscanos a unas casa ubicadas en el barrio occidental de las Nieves, junto al río San Francisco, donde construyeron la iglesia de San Francisco.
En los terrenos donde se construyó el actual palacio se encontraba el convento del siglo XVII de la Purificación de Nuestra Señora, el cual comprendía tres patios claustrados y una huerta. Se extendía entre las carreras Séptima y Octava, y la avenida Jiménez y la calle dieciséis.
En 1785 la iglesia de San Francisco quedó semidestruida por un terremoto. El ingeniero Domingo Esquiaqui fue el encargado de las obras de reconstrucción de la torre.
En 1861 el general Tomás Cipriano de Mosquera decretó la Desamortización de Bienes de Manos Muertas que ordenó trasladar todos los bienes de la iglesia a posesión del Estado, entre ellos el conjunto de San Francisco. Entre 1870 y 1874 se instaló en el convento el Estado Mayor de Cundinamarca.

### sigloXX
Entre 1914 y 1915 se iniciaron las negociaciones con el clero para la adquisición del predio para la Nación. En 1917 el edificio sufrió serios daños y fue necesario demolerlo para construir en su lugar una obra moderna, iniciativa del entonces gobernador Rafael Escallón Miranda.
En 1918 se emprendió la construcción del actual palacio, con diseño del arquitecto Gastón Lelarge, quien también fue el autor de otros edificios públicos icónicos de la ciudad como los palacios Liévano y Echeverry. El 20 de julio de ese año, en el marco de una ceremonia, se colocó la primera piedra del entonces llamado palacio de Cundinamarca.
En 1933, después de 15 años de obra, se terminó la construcción del edificio, que se desarrolló por tramos de oriente a occidente. Estaba a cargo de las obras el arquitecto colombiano Arturo Jaramillo, quien alteró en gran medida la propuesta de Lelarge.
En su decoración participaron destacados artistas colombianos, como Ricardo Gómez Campuzano, Ricardo Acevedo Bernal, Francisco Antonio Cano, Coriolando Leudo, José Vicente Concha, Gustavo Arcila Uribe y Colombo Ramelli.
En 1940 comenzó a sesionar la Asamblea Departamental de Cundinamarca en una de las alas del Palacio donde se conserva un fondo bibliográfico con ordenanzas de más de un siglo. El 9 de abril de 1948 durante el Bogotazo, el Palacio de San Francisco fue incendiado y resultó parcialmente destruido, por lo que fue reconstruido y modificado, como también lo ha sido a continuación. Ese año se realizó la intervención, que incluyó la ampliación de oficinas y la construcción de baterías de baño.
En 1984 fue declarado Monumento Nacional, mediante decreto firmado por el presidente de la República de Colombia Belisario Betancur y en 1997 se entrega en comodato a la Universidad del Rosario para desarrollar programas académicos y actividades de interés general.

### sigloXXI
En 2011 vuelve a la Gobernación de Cundinamarca y se somete a un proceso de rehabilitación interna y en 2012 se hizo la reapertura oficial del Palacio de San Francisco.

## Galería

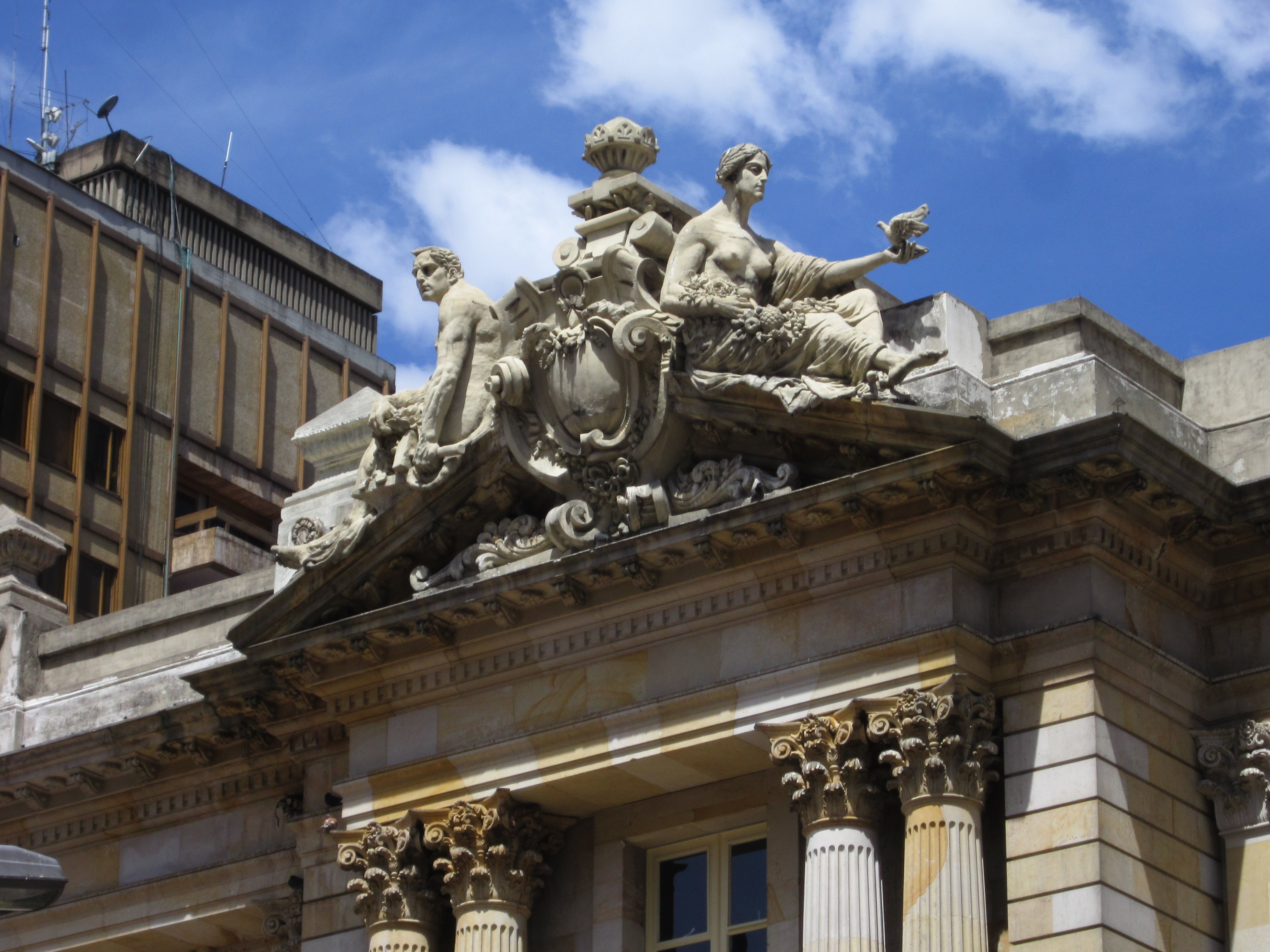
Esculturas en el palacio de San Francisco.
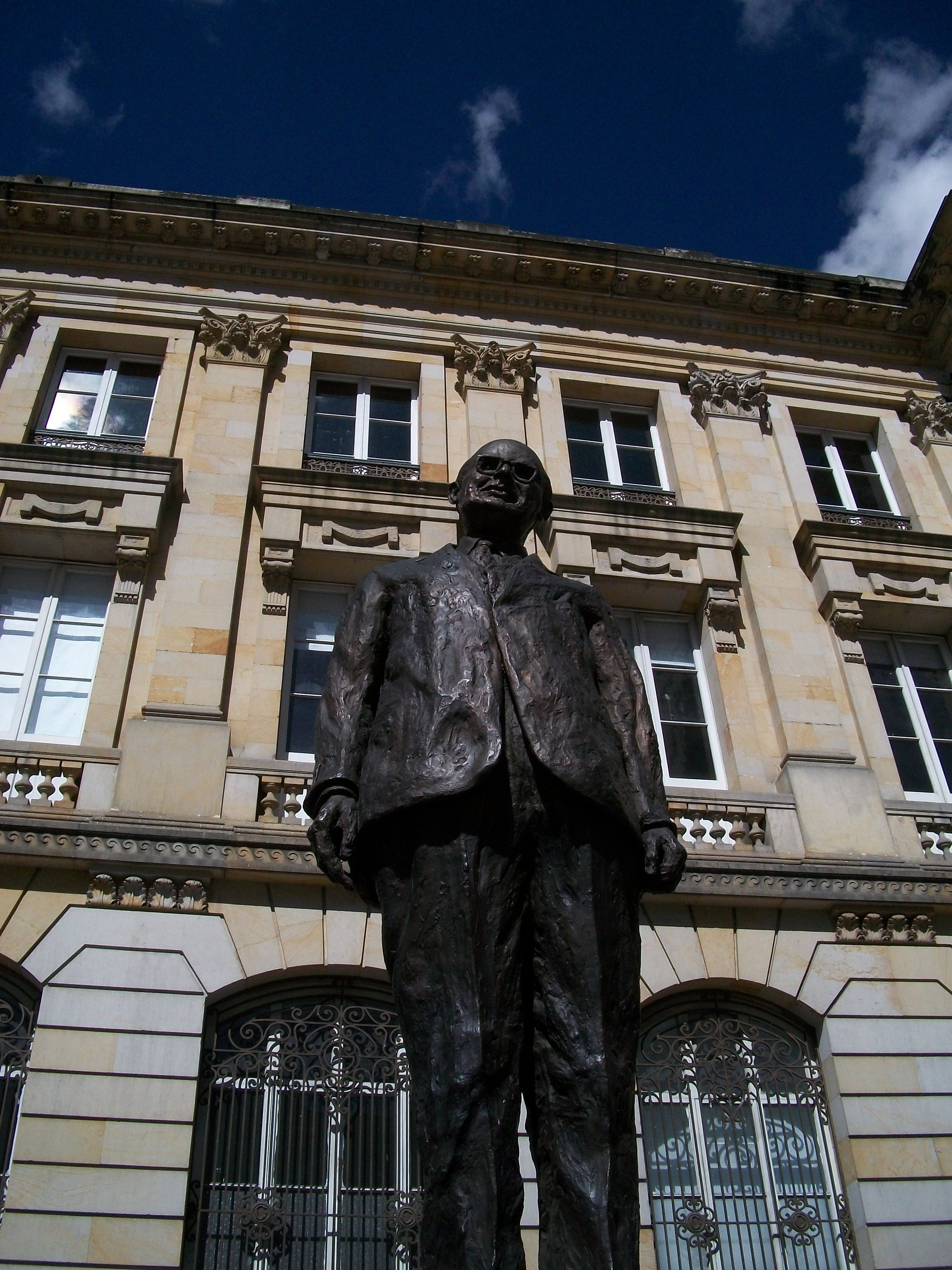
Estatua de Carlos Lleras Restrepo